# Calcochloris
Calcochloris é um gênero mamífero da família Chrysochloridae.

## Espécies
- Calcochloris leucorhinus (Huet, 1885)
- Calcochloris obtusirostris (Peters, 1851)
- Calcochloris tytonis (Simonetta, 1968)